# محمود حنفي
محمود محمود محمد حنفي (10 يوليو 1939-22 يناير 2003) أديب مصري ولد في مدينة الإسكندرية بمنطقة العطارين.

## حياته
كان والده يعمل مؤذناً لمسجد عبد اللطيف. عمل محمود حنفي في بداية حياته موظفاً بمصلحة الموانئ والمنائر في الفترة ما بين (1958-1968) حيث قدم استقالته من العمل بالمصلحة حتى يتفرغ للعمل الإبداعي، وحصل على تفرغ من وزارة الثقافة لممارسة نشاطه الإبداعي حتى عام 1972م، حيث عمل مديراً للمركز الثقافي السوفييتي بالقاهرة من (1972-1975) ثم انتقل إلى فرع المركز بالإسكندرية وعمل به لمدة ثلاث سنوات حيث قدم استقالته من المركز ليعمل حتى عام 1984م كمشرف تصحيح ومراجعة كتب ومطبوعات دار لوران للطباعة والنشر.
عمل في المملكة العربية السعودية من (1984-1985) في دار الهندسة للتصميم والاستشارات الفنية التي عين بها كمحرر ومدقق للغة العربية لدراسات وتقارير المشروع.
كانت له محاولات للعمل كسيناريست حتى حصل على تفرغ من وزارة الثقافة مرة أخرى لممارسة النشاط الأدبي.
كان محمود حنفي معروفاً في الأوساط الثقافية والفنية، وكانت له صداقات قوية مع الشاعر أمل دنقل، والشاعر مهدي بندق، والدكتور جابر عصفور، وكافة الرموز السردية التي مارست الإبداع الأدبي مثل يحي الطاهر عبد الله، وصنع الله إبراهيم، وقد حصل على جائزة الدولة التشجيعية في الرواية 1982م، ووسام العلوم والفنون طبقة أولى 1983م

## أعماله
ومن أشهر أعماله:
- حقيبة خاوية (رواية 1980م)
- حكايتان من زمن القهر (روايتان1980م)
- يوم تستشري الأساطير (رواية 1992م)
- حديث الضد (قصص قصيرة 1996م)
- وهن الجذور (رواية 1996م)
- بندق (قصص قصيرة 1997م)
- ثلاثية المهاجر (ثلاث روايات1999م)
- سجل أيام الاعتزال (رواية 1999م)
- ظل عائشة (رواية 2002م)
- الكوميديا المصرية (مقالات2002م)